# حاجی‌آباد (تربت جام)
حاجی‌آباد یک روستا در ایران است که در شهرستان تربت جام استان خراسان رضوی واقع شده‌است. حاجی‌آباد ۱۷۸ نفر جمعیت دارد.

## جمعیت
این روستا در دهستان میان‌جام قرار دارد و براساس سرشماری مرکز آمار ایران در سال ۱۳۸۵، جمعیت آن ۱۷۸ نفر (۴۴ خانوار) بوده‌است.